# Громадянські війни Тетрархії
Громадянські війни Тетрархії — серія громадянських війн у Римській імперії протягом 306—324 років. Приводом для розпалу конфлікту стала криза в системі наслідування влади, спричинена добровільним зреченням з престолу імператорів Діоклетіана та Максиміана. Як наслідок, протягом наступних років щонайменше 8 осіб вважали себе імператорами. Зрештою, остаточну перемогу в цих війнах здобув Костянтин Великий, ставши першим за 38 років одноосібним правителем Римської імперії.

## Передумови

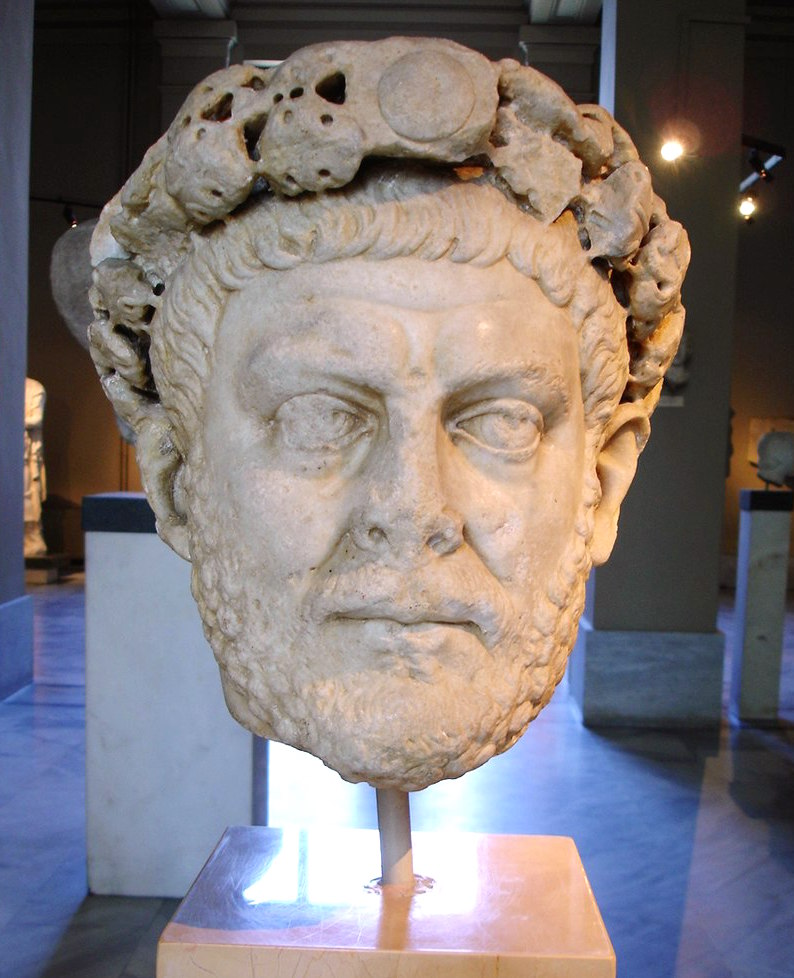
Імператор Діоклетіан, засновник Тетрархії

Тетрархією називається система влади в Римській імперії, заснована римським імператором Діоклетіаном у 293 році нашої ери. Вона спиралася на поділ території імперії на чотири зони впливу, кожну з яких контролював один правитель. Впровадження системи Тетрархії подолало кризу ІІІ століття, що тривала понад 50 років. 
Перша фаза становлення цієї системи, яка іноді називається Діархією (правлінням двох), передбачала призначення співправителем Діоклетіана військовика Максиміана. Спочатку 285 року йому було надано титул цезаря (молодшого правителя), а вже наступного 286 року він став августом — повноцінним імператором. Максиміану був доручений контроль над західними римськими провінціями, тоді як Діоклетіан відповідав за схід. У 293 році, відчуваючи необхідність у зміцненні контролю над імперією, Діоклетіан і Максиміан ще раз розширили імператорську колегію: на посади двох цезарів, що були закріплені за кожним августом були призначені Галерій та Констанцій Хлор.
У 305 році імператори Діоклетіан і Максиміан добровільно зреклися престолу, передавши свої титули августів Галерію та Констанцію Хлору. На звільнене місце цезарів одразу були призначені Север II і Максимін Даза. З іншого боку, Максенцій та Костянтин, що були синами Максиміана та Констанція Хлора відповідно, не отримали очікуваного місця при владі. Отже, невдоволення цих двох осіб стало підґрунтям для початку громадянських війн.

## Початок конфлікту
Несподівана смерть Констанція 306 року в Ебораці (теперішній Йорк, Велика Британія) стала першою тріщиною в системі Тетрархії. Замість того, щоб узгодити заплановане підвищення Севера від цезаря до августа, військо померлого Констанція проголосили своїм імператором його сина, Константина. Галерію, старшому імператору, був надісланий портрет Костянтина у лавровій короні, що символізувала владу. За задумом, прийнявши це послання, Галерій би визнав Костянтина спадкоємцем престолу свого батька. У письмі до Галерія Костянтин переклав відповідальність за своє протиправне сходження на армію батька, наголошуючи, що він був «змушений» погодитися з їхнім проголошенням. Це письмо настільки розлютило Галерія, що він ледь не спалив надісланий йому портрет. Проте за ініціативою радників він схаменувся, усвідомивши, що пряме заперечення претензій Костянтина майже точно означало б розв'язування війни. Натомість Галерій вдався до компромісу: він погодився надати Костянтину лише титул цезаря, а не августа, який, як і гадалося, отримав Север II. До того ж, наголошуючи надання легітимності саме ним, Галерій особисто надіслав Костянтинові традиційні фіолетові шати імператора. Костянтин погодився з цим рішенням, оскільки так його претензії були узаконені.
Визнання Галерієм влади Костянтина надихнуло Максенція (сина Максиміана) у 306 році теж проголосити себе імператором. Втім, чинний імператор Галерій навідріз відмовився визнавати право свого зятя Максенція на отримання влади, очевидно побоюючись, що такий приклад надихне і інших претендентів на престол самостійно проголошувати себе імператорами. Для приборкання Максенція Галерій направив в Рим військо на чолі з імператором Севером II. У відповідь на це Максенцій викликав з відставки свого батька, Максиміана, що знову став імператором. 
Прибуття під стіни Риму і взяття його в облогу закінчилося невдачею для Севера, оскільки більша частина його війська перейшла до Максиміана, свого колишнього очільника. Із залишками війська Север втік до добре укріпленої Равенни, де незабаром здався Максиміану за умови збереження його життя. Втім, незважаючи на обіцянку, Севера було ув'язнено, а потім і страчено. Тоді Галерій вирішив самостійно розібратися з Максенцієм, проте теж зазнав поразки і хутко покинув півострів, грабуючи міста на своєму шляху. Так, Максенцій здобув фактичний контроль над Італією та суміжними провінціями.
Починаючи з 307 року, Максенцій намагався налагодити дружні контакти з Костянтином, тому влітку того ж року Максиміан відправився в Галлію, де Костянтин одружився з його дочкою (і сестрою Максенція) Фавстою. Тоді ж Костянтин офіційно отримав титул августа з рук старшого правителя. Однак Костянтин, що намагався уникнути конфілкту з Галерієм, відверто не підтримував Максенція під час його протистояння
Згодом взаємини між Максенцієм та його батьком стали погіршуватися. У 308 році, зібравшись перед своїм військом у Римі, Максиміан зробив спробу відсторонити свого сина від влади. Несподівано для Максиміана його військо стало на бік Максенція. Відтоді Максиміан був змушений покинути Італію та вирушити до Костянтина — єдиної людини, готової його прийняти.

За пропозицією Діоклетіана Галерій відправив всім цезарям і августам пропозицію зібратися в Карнунті (у сучасній Австрії) для обговорення шляхів подолання кризи, що сталася. В результаті цього з'їзду, що відбувся восени 308 року, сторони остаточно вирішили відмовити Максенцію в його претензіях на владу. До того ж, новим імператором замість вбитого Севера було призначено давнього товариша Галерія Ліцинія, а його цезарем ставав Костянтин.
У 310 році, дочекавшись відлучення Костянтина на війну з франками, Максиміан, що перебував в Арлі, розпустив чутки про смерть свого зятя та втретє проголосив себе імператором. Втім, більша частина армії Костянтина залишалася відданою своєму командувачу, і Максиміан був змушений покинути місто. Невдовзі Костянтин, який дізнався про повстання, покинув свою кампанію та хутко вирушив до Массілії (теперішній Марсель, Франція), де забарикадувався Максиміан. Мешканці міста теж виявилися вірними Костянтинові, відкривши задні ворота його війську. Максиміан був схоплений, звинувачений у заколоті та втретє позбавилений титулу імператора. Костянтин, хоча і не стратив свого тестя, втім заохочував того до скоєння самогубства, яке сталося в липні 310 року.
Взимку 310—311 років під час підготовки до святкування 20-ї річниці перебування при владі Галерій сильно захворів. Наостанок, 30 квітня 311 року, він видав так званий Нікомедійський едикт, що припиняв Велике гоніння на християн, запроваджене в 303 році. Смерть Галерія, що сталася невдовзі після видання едикту, спричинила остаточний крах Тетрархії.

## Війна Костянтина і Максенція

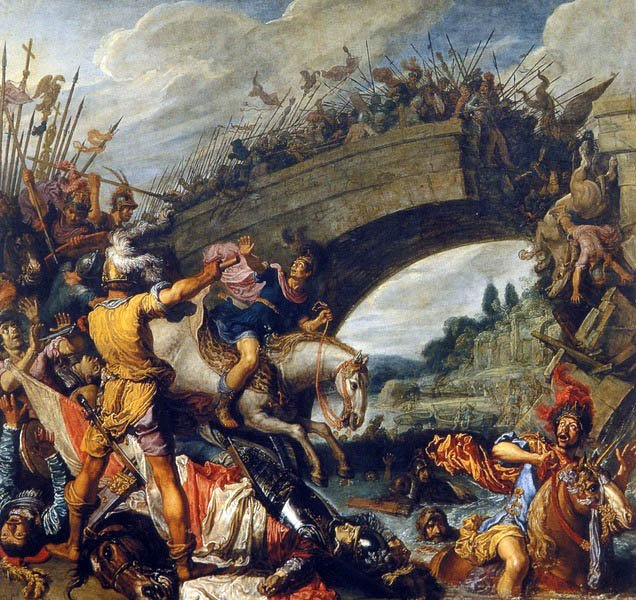
Картина «Битва біля Мульвійського мосту» авторства Пітера Ластмана

В той час, поки Костянтин брав участь у воєнних діях у Британії та Галлії, Максенцій розпочав підготовку до війни з ним. Максенцій укріпив свої оборонні позиції на Півночі Італії та зміцнив свою підтримку з-поміж християн, дозволивши їм обрати нового єпископа Рима — ним став Євсевій. 
Проте загальне положення Максенція в Римі не було міцним. Відсутність контролю над іншими провінціями змусила імператора збільшити оподаткування італійського населення, що очікувано спричинило масові невдоволення. До того ж, а африканському Карфагені імператором себе проголосив Доміцій Александр. Зрештою в 310 чи 311 році Максенцію вдалося приборкати повстання за допомогою війська на чолі з Руфієм Волузіаном. Цей військовий успіх дозволив Максенцію безперешкодно заповнити африканським зерном римські зерносховища на випадок тривалої облоги міста.  
Незабаром взаємини між Костянтином і Максенцієм теж стали погіршуватися. Хоча обидва імператори і були швагерами, влітку 311 року Максенцій привселюдно поклявся помститися Костянтину за смерть батька. Костянтин натомість змусив Євтропію, матір Максенція, зізнатися, що Максенцій ніби-то не був рідним сином Максиміана. Цей факт дозволив Костянтину виступати як законному імператору проти узурпатора Максенція.
Щоб запобігти укладенню Максенцію союзу з Ліцинієм Костянтин уклав власний союз з ним взимку 311—12, видавши за нього заміж свою сестру Констанцію. У відповідь на союз між Костянтином і Ліцинієм Максенцій та Максимін теж уклали подібну угоду за ініціативою останнього. За словами Євсевія, подорожі між різними територіями імперії стали неможливими, оскільки не було і «місця, де люди щодня не очікували б початку бойових дій».
Костянтин вирішив першим напасти Максенція, незважаючи на застереження з боку своїх радників та військовиків. Ба більше і віщуни Костянтина повідомили імператорові про несприятливі передбачення. Втім, Костянтин, на диво для своїх послідовників, все одно розпочав похід, спираючись передусім на свою власну думку. 
Так, на початку весни 312 року Костянтин вирушив зі своїх володінь на Заході імперії з військом у 40 тис. осіб і перетнув Альпи у перевалі Мон-Сені. Перший опір своєму вторгненню імператор зустрів у місті Сегузій (теперішня Суза, Італія). Він наказав своїм солдатам підпалити міські ворота та атакувати оборонні стіни. Костянтин швидко захопив місто, проте заборонив своєму війську його пограбування, і просунувся далі, до північної Італії.
Перша зустріч армій Костянтина та Максенція відбулася в битві при Турині, яка завершилася рішучою перемогою Костянтина. Відтоді багато міст північної Італії присягнули на вірність переможцю. Мешканці Медіолану зустріли військо Костянтина відкритими воротами, дозволивши його солдатам перебувати в місті до літа 312 року. Далі Костянтин вирушив на схід, де розбив ворожу кавалерію, що таборувала поблизу Брешії. Наступним військовим успіхом Костянтина стала битва при Вероні, де армія Максенція, яка була чисельнішою, за відсутністю імператора була вщент розбита, а її очільник, Рурицій Помпеян, загинув під час бою. Внаслдіок перемоги в цій битві, вся Північна Італія перейшла на бік Костянтина, який одразу рушив на Рим.
Максенцій не покидав Риму, дотримуючись тієї самої стратегії, яка допомогла йому до того двічі проти Севера II та проти Галерія. У імператора було безліч зерносховищ у Римі на випадок тривалої облоги, укріплення міста були у відмінному стані, а преторіанська гвардія, яка призвела його до влади, як і раніше, зберігала вірність Максенцію. До того ж, за наказом Максенція були зруйновані мости через Тибр. Втім підтримка Максенція продовжувала слабшати: на перегонах колісниць 27 жовтня натовп відверто знущався з Максенція, скандуючи про непереможність Костянтина. Максенцій, уже не впевнений, що вийде з облоги переможцем, побудував тимчасовий понтонний міст через Тибр, готуючись вийти з міста на бій із Костянтином. У шосту річницю свого правління, 28 жовтня 312 року, Максенцій звернувся до хранителів Сівіллінських книг за передбаченнями. В той день вони повідомили імператору, що «ворог римлян» помре. Натхнений Максенцій вирушив за межі міста, щоби дати Костянтинові бій.
Армія Костянтина прибула до поля бою з незнайомим для Максенція символом хризми, що були нанесені на знаменах, або на щитах. За словами Лактанція, в ніч проти битви Костянтину вві сні було наказано «окреслити небесний знак на щитах своїх воїнів»  ...  Він виконав цю заповідь, нанісши на щити знак, «що позначає Христа».
Євсевій Кесарійський описує іншу версію, за якою, коли Костянтин йшов маршем зі своїм військом, він підвів погляд до сонця і побачив над ним світловий хрест, а разом із ним — грецькі слова «Ἐν Τούτῳ Νίκα», що зазвичай перекладаються на латину як «in hoc signo vinces» (українською  «сим побіди́ш»). Євсевій додає, що спершу Костянтин був невпевненим у значенні цього явища, але наступної ночі імператорові приснився сон, у якому Христос пояснив Костянтину, що він має використовувати цей знак проти своїх ворогів. Євсевій також описує лабарум (військовий штандарт) зі знаком хризми, який застосовував Костянтином у подальших битвах проти Ліцинія. У масовій свідомості ці два повідомлення від двох різних авторів були об'єднані в одне розповсюджене уявлення про те, що Костянтин ніби-то бачив хризму ввечері перед битвою.
Бойове зіткнення двох армій виявилося нетривалим. Максенцій вишикував своїх солдат, кількість яких була вдвічі більшою за солдат Костянтина, у довгі лінії спиною до річки, розмістивши на флангах кінноту як силу для прикриття. Костянтин усвідомив ступінь загрози і протидіяв їй найрішучішим чином. Він особисто очолив перевірену у справі кавалерію в ударному наступі на ворога, захопив ініціативу і досить швидко зім'яв ворожу кінноту. Побачивши, що відбувається, італійці і солдати гарнізонної служби, яких тіснили досвідчені піхотинці Костянтина, піддалися паніці, і загонами, і поодинці стали утікати назад. Максенцій, утікаючи разом з іншими, затонув у водах Тибру. Уцілілих переможець помилував і включив до складу свого війська. Також після своєї перемоги Костянтин скасував роботу багатовікової преторіанської гвардії, замінивши її іншими палацовими загонами.
29 жовтня Костянтин урочисто ввійшов до Риму та був зустрічений радісними громадянами. Тіло Максенція було виловлене наступного дня та обезголовлене. Голову Максенція спочатку публічно  пронесли вулицями, а потому надіслали до Карфагена, мешканці якого після цього припинили свій опір.

## Війна Ліцинія та Максиміна Дази
Дочекавшись смерті Галерія в 311 році, Максимін Даза відразу проголосив себе августом, оскільки вважав, що після смерті Севера старшим імператором мав стати саме він, а не Ліциній. Незабаром Максимін і Ліциній уклали мир на човні посеред Босфору, розділивши між собою всі східні провінції імперії: землі на захід від Босфору діставалися Ліцинію, а землі на схід — Максиміну.
Під час протистояння Костянтина з Максенцієм 312 року Максимін Даза проводив військову кампанію проти вірмен. При поверненні до Сирії у лютому 313 року він дізнався про союз, укладений в Медіолані між Костянтином та його суперником Ліцинієм. Швидко зібравши свої війська посеред зими, він вирушив з Антіохії на чолі своєї армії в 70 тис. осіб. Цей поспіх дозволив Максиміну дістатися Візантія поки Ліциній ще перебував у Мілані. Тільки-но Ліциній отримав звістку про марш-кидок ворога, він поспішив з Італії йому назустріч, швидкоруч зібравши деякі сили в Іллірії. Максимін у той час уже встиг переправитися через Босфор, захопив Візантій та обложив Перинф, що був узятий після восьмиденної  облоги. Через скрутність часу для підготовки Ліциній встиг зібрати лише 30 тис. солдатів, що було меншим за сили Максиміна в понад 2 рази. 
30 квітня 313 року армії двох імператорів зустрілися в битві при Тзіраллі, що завершилася несподіваним розгромом військ Максиміна. Перевдягнувшись в одяг раба, Даза був змушений втікти до Нікомедії. Вважаючи, що він ще має шанси на перемогу, Даза спробував зупинити наступ Ліцинія біля Кілікійських воріт, встановивши там укріплення. Втім, армія Ліцинія зуміла прорватися, змусивши Максиміна відступити до Тарса, де він помер за нез'ясованих обставин у серпні 313 року. Після смерті конкурента Ліциній швидко та без боротьби завоював усі східні провінції Римської імперії.

## Війни Костянтина та Ліцинія
Після перемоги над Максенцієм Костянтин став поступово зміцнювати положення стосовно своїх суперників. 313 року в Медіолані він зустрівся з Ліцинієм, який для закріплення їхнього союзу одружився зі зведеною сестрою Костянтина Констанцією. Під час цієї зустрічі імператори також домовились про так званий Міланський едикт, що офіційно проголошував терпимість «християнству та всім» релігіям Імперії. Документ запроваджував особливі переваги для християн, узаконюючи їхню релігію та надаючи їм можливість для відновлення вилученого під час Великого гоніння майна. 
Втім, зустріч двох правителів швидко завершилася, коли до Ліцинія дійшли новини про переправу Максиміна Дази через Босфор і вторгнення до його території. Ліциній вирушив на схід, де після переконливої перемоги над Максиміном, здобув усю східну половину Римської імперії. Невдовзі після цих подій взаємини між Ліцинієм та Костянитном стали стрімко погіршуватися. Так, у 316 році (за деякими джерелами, 314) армії  Костянтина та Ліцинія зійшлися в так званій Цибальскій війні, що завершилася рішучою перемогою Костянтина. За кілька місяців протиборчі армії знову зіткнулися битві при Мардійських полях, де також переміг Костянтин, проте цього разу не так рішуче. У 317 році обидва правителі погодились на мир: за умовами договору, сини Костянтина Крисп і Костянтин II, а також син Ліцинія від сестри Костянтина Ліциній II ставали цезарями.
У 320 році Ліциній відійшов від політики релігійної свободи, проголошеної Міланським едиктом 313 року, поновивши репресії проти християн. Це стало однією з провідних причин для початку в 324 році нової війни між імператорами після майже сьоми років миру. Ліциній, якому допомагали готські найманці, уособлював традиційну для римлян язичницьку віру. Костянтин та його союзники франки вступали в бій з християнським штандартом лабарумом. У 324 році менш численна, проте більш професійна, армія Костянтина перемогла Ліцинія в битві при Адріанополі. Ліцинію вдалося втекти через Босфор до Азії, де він призначив соратника Мартиніана своїм співімператором. За кілька місяців флот Костянтина під командуванням його сина Криспа здобув ще одну перемогу в морськії битві при Геллеспонті, яка дозволила армії Костянтина безпечно дістатися Азії. 
Останньою битвою двох імператорів та взагалі Громадянських війн Тетрархії була битва при Хризополі, що сталася 18 вересня 324 року та закінчилася рішучою перемогою Костянтина. У результаті битви і Ліциній, і Мартініан, що втекли до Нікомедії, погодилися здатися Костянтинові за умови збереження їхнього життя. Вони переїхали в Салоніки та Каппадокію відповідно, де жили як звичайні громадяни, але 325 року їх обох було звинувачено в спробі заколоту, заарештовано та повішено. Наступного року також було страчено Ліцинія II, спільного сина Ліцинія та сестри Костянтина. Перемога над Ліцинієм, своїм останнім супротивником, дозволила Костянтинові стати першим з 286 року одноосібним правителем Римської імперії.